# Cibola County
Cibola County is een county in de Amerikaanse staat New Mexico.
De county heeft een landoppervlakte van 11.756 km² en telt 25.595 inwoners (volkstelling 2000). De hoofdplaats is Grants.
Door Cibola County loopt de historische U.S. Route 66.

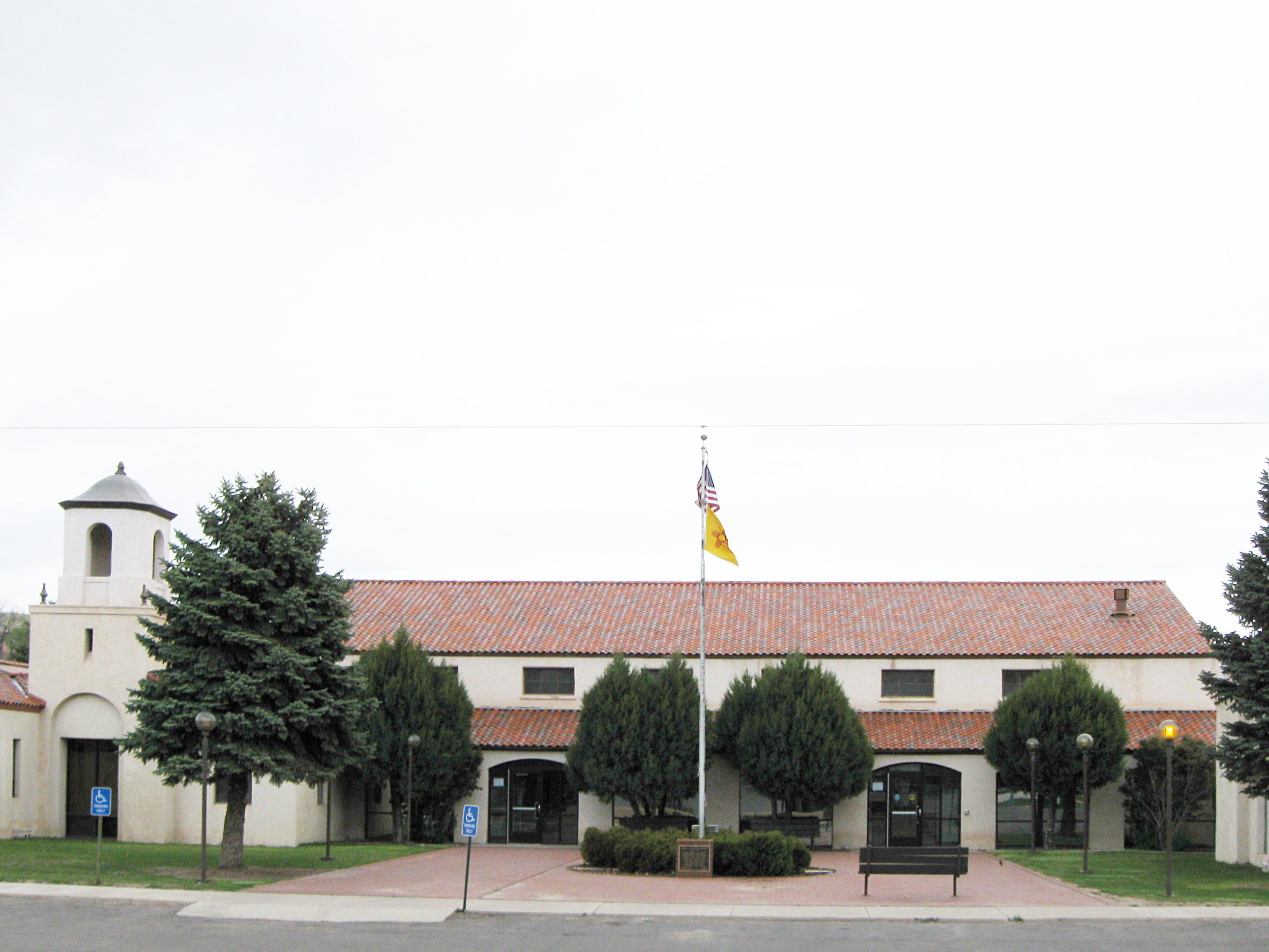
Cibola County Courthouse

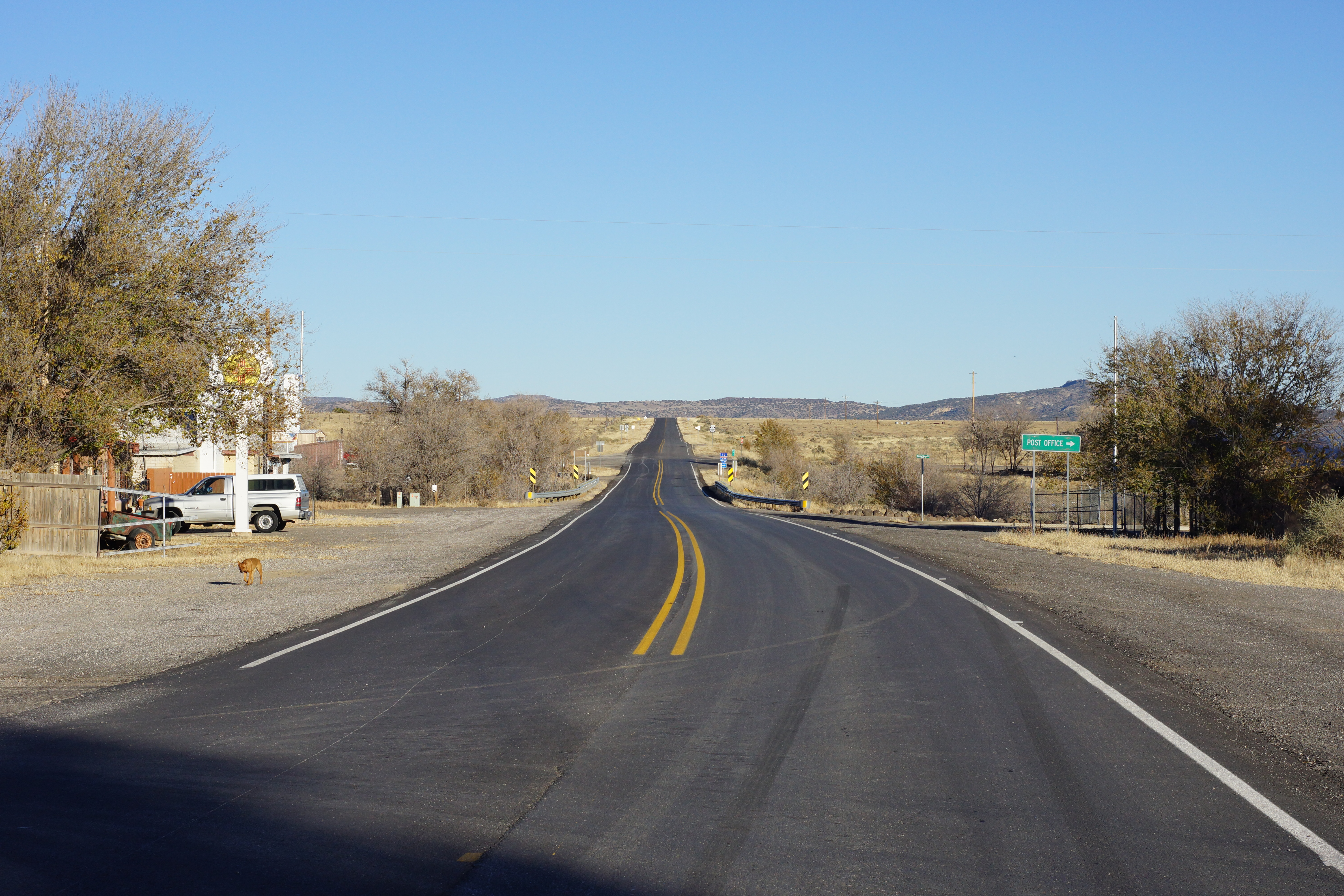
Route 66 oostwaarts bij San Fidel, Cibola County in 2013

Bernalillo · Catron · Chaves · Cibola · Colfax · Curry · De Baca · Doña Ana · Eddy · Grant · Guadalupe · Harding · Hidalgo · Lea · Lincoln · Los Alamos · Luna · McKinley · Mora · Otero · Quay · Rio Arriba · Roosevelt · San Juan · San Miguel · Sandoval · Santa Fe · Sierra · Socorro · Taos · Torrance · Union · Valencia